# Chatsworth (Georgia)
Chatsworth es una ciudad ubicada en el condado de Murray en el estado estadounidense de Georgia. En el censo de 2000, su población era de 3.531.

## Demografía
En el 2000 la renta per cápita promedia del hogar era de $33,273, y el ingreso promedio para una familia era de $44,063. El ingreso per cápita para la localidad era de $17,218. Los hombres tenían un ingreso per cápita de $32,688 contra $25,033 para las mujeres.

## Geografía
Chatsworth se encuentra ubicado en las coordenadas 34°46′20″N 84°46′44″O / 34.77222, -84.77889 (34.772336, -84.778977).
Según la Oficina del Censo, la localidad tiene un área total de 12,3 km² (4,7 mi²), de la cual 12,2 km² (4,7 mi²) es tierra y 0,1 km² (0 mi²) (0.80%) es agua.